# 不穀
不穀，意為不善，是古代君主、諸侯用以自謙之稱。類似於「孤」和「寡人」。依照《左傳》看來，楚國君主常以不穀作為自稱。老子《道德經》：“貴以賤為本，高以下為基，是以侯王自謂孤、寡、不穀。”《左傳·僖公四年》：“ 齊侯曰：與不穀同好，如何？”《史記·韓世家》：“不穀國雖小， 已悉發之矣！”